# Calouste Gulbenkian
Calouste Sarkis Gulbenkian (en arménien Գալուստ Սարգիս Կիւլպէնկեան) est un financier arménien multi-milliardaire, né à Scutari le 23 mars 1869 et mort à Lisbonne le 20 juillet 1955.
Il est connu pour avoir légué sa collection d'art à une fondation portugaise, la fondation Calouste-Gulbenkian située à Lisbonne. Il fut surnommé « Monsieur 5 % », en référence à la part de capital qu'il détenait dans la Turkish Petroleum Company confirmé par l'accord de la ligne rouge.
Son histoire, à cheval sur les XIXe et XXe siècles, est celle d'un diplomate, financier, aventurier, finalement milliardaire hypocondriaque[réf. nécessaire] et mécène.
Très peu connu du grand public, son personnage évoque irrésistiblement celui d'autres célèbres « tycoons », des magnats tels qu'Howard Hughes, ou John Davison Rockefeller, à la différence près qu'il ne reste aujourd'hui dans la mémoire collective que peu de traces de celui qui traversa tant de péripéties historiques, intervint dans la formation du groupe Shell, contribua au partage des richesses pétrolières du Moyen-Orient entre les grandes puissances occidentales et amassa une des fortunes les plus colossales de son temps.

## Biographie
Il naquit en 1869 à Scutari dans l'Empire ottoman dans une famille d'amiras composée de négociants et de banquiers arméniens, lointains descendants de la famille royale du Vaspourakan, les Rechtouni.
Il est élevé au collège Saint-Joseph d'Istanbul, où il apprend le français puis étudie l'ingénierie pétrolière au King's College de Londres, où il apprend l'anglais et la mentalité anglo-saxonne.
« Son père lui avait donné ce conseil quand il était jeune : « Calouste, ne regarde pas en haut, regarde en bas ». En 1920, il avait judicieusement négocié (accord de la ligne rouge) une part de cinq pour cent des champs de pétrole qui venaient d'être découverts en Irak et en retira un revenu de plusieurs millions de dollars, qu'il passa le reste de ses jours à sauvegarder ».
Homme d'une importance capitale dans le découpage pétrolier du Moyen Orient entre Français, Britanniques et Américains, il reste un négociant hors pair dans ce domaine: « Les hommes du pétrole sont comme les chats. En les écoutant, on ne sait jamais s'ils se battent ou s'ils font l'amour. »
Armé de patience et de persuasion, le financier constitua une des premières collections d'art mondiales, dont la collection se trouve dans le musée Calouste-Gulbenkian. Il reste connu pour avoir habilement négocié avec le gouvernement soviétique à court de devises, entre avril 1929 — alors que les agents du collectionneur et ancien secrétaire d'État au Trésor américain Andrew Mellon avaient déjà approché les responsables de la vente de certains éléments des collections du Palais de l'Ermitage — et octobre 1930, des œuvres d'art d'une rare beauté et d'une grande valeur.
De 1948 à 1954, il entretint une correspondance avec le poète et ancien diplomate français Saint-John Perse (Alexis Leger), riche de renseignements sur l'une et l'autre personnalité ainsi que sur l'état du monde.
Calouste Gulbenkian mourut à Lisbonne en juillet 1955, et il est enterré à Kensington à Londres, dans l'église arménienne de Saint Sarkis, qu'il avait financée. Son fils Nubar Sarkis est enterré à Châteauneuf-Grasse.

### Collectionneur
Parmi les pièces inestimables — et surtout introuvables sur le marché de l'art actuel — qu'il réussit ainsi à acheter pour quelques centaines de milliers de dollars figurent ces œuvres insignes :
- le Portrait d'Hélène Fourment (1630-1635) de Rubens ;
- le Portrait d'un vieillard (1645) et Pallas Athéna (vers 1660) de Rembrandt ;
- la Diane, marbre de Houdon, de 1776, acquis par Catherine II, « qu'il fit voyager de Leningrad à Paris blottie dans un lit de paille tressée, couchée au fond d'un vaisseau à fond plat affrété à cet effet »[9] ;
- une paire de soupières réalisées par Germain en 1761 pour l'impératrice Élisabeth Ire, parmi une somptueuse argenterie, et un magnifique mobilier français du XVIIIe siècle.

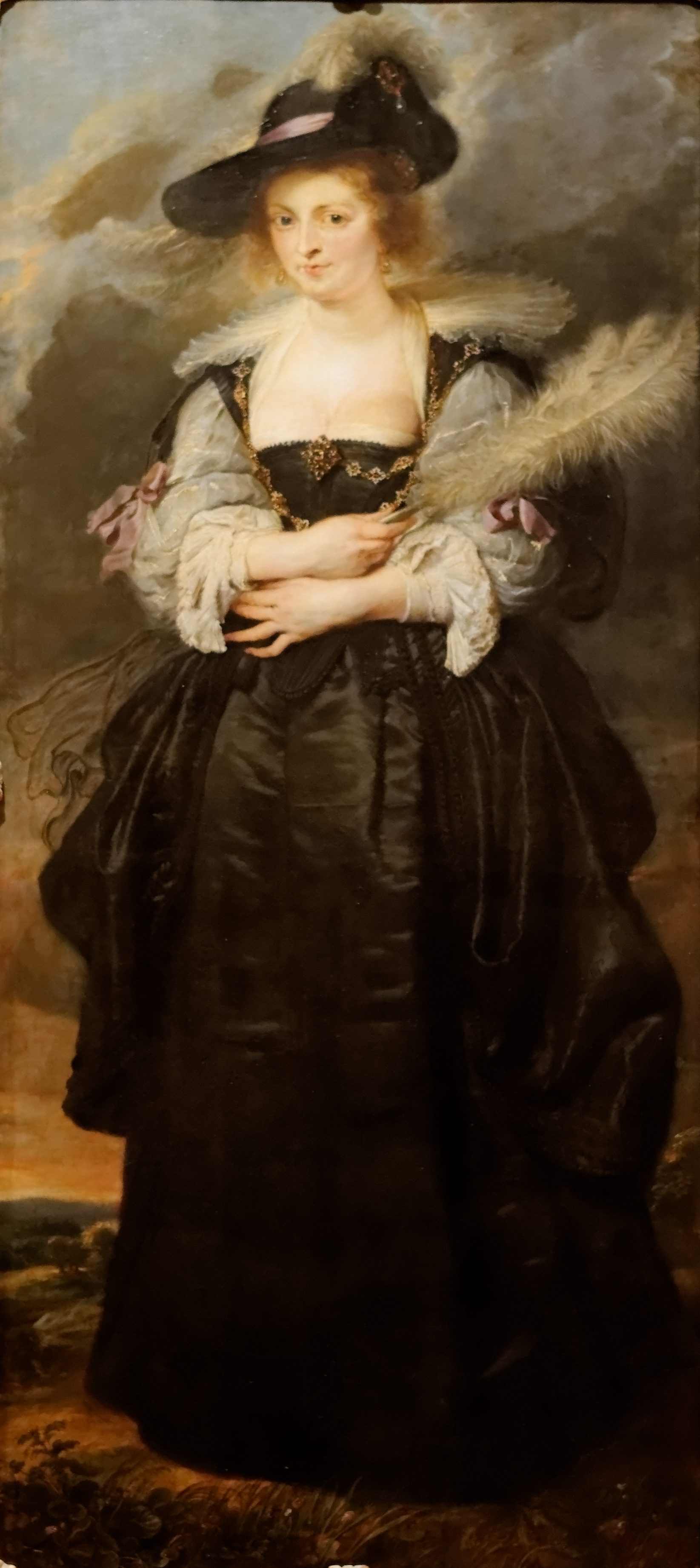
Portrait d'Hélène Fourment, Rubens.
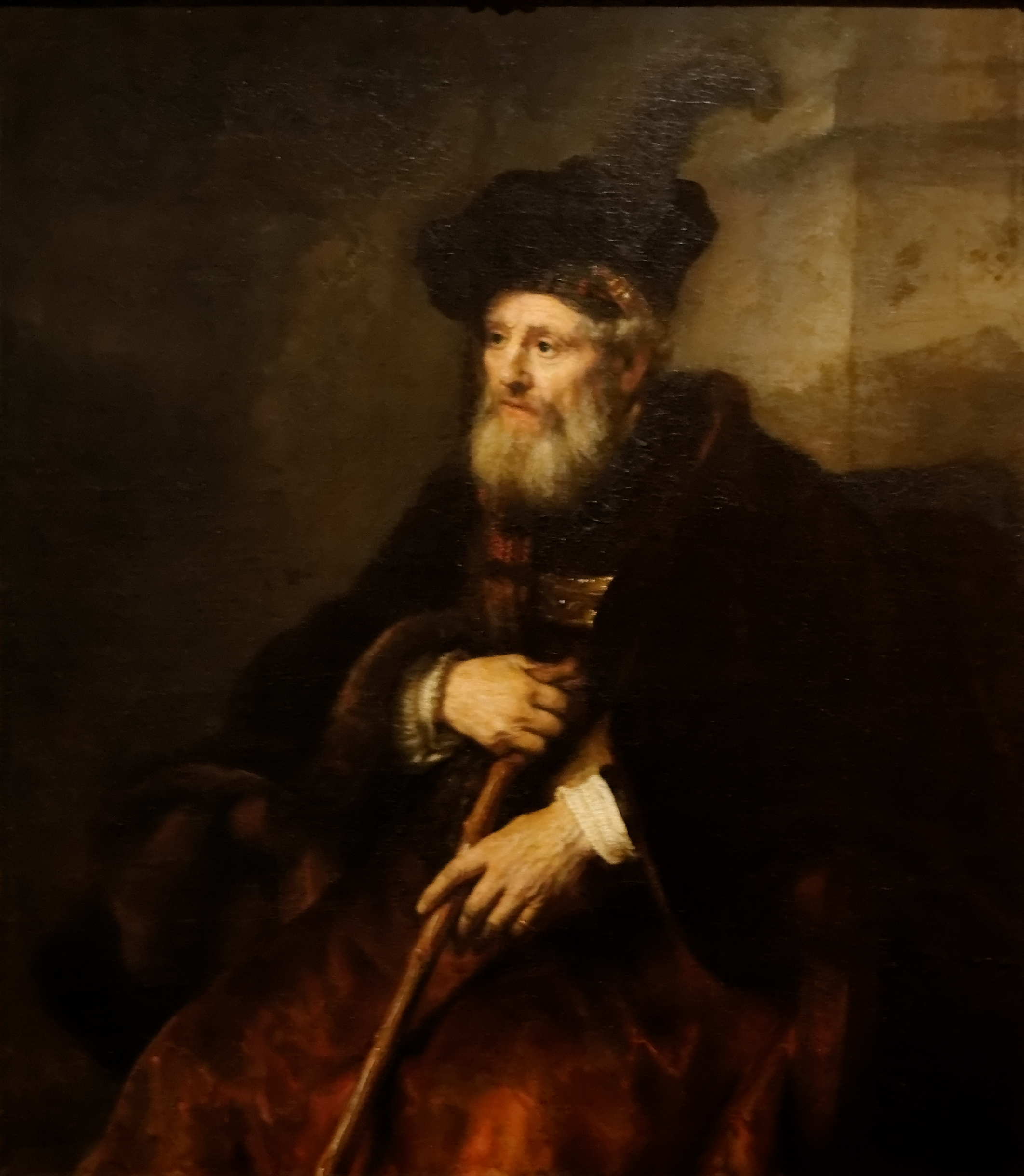
Portrait d'un vieillard, Rembrandt (1645).
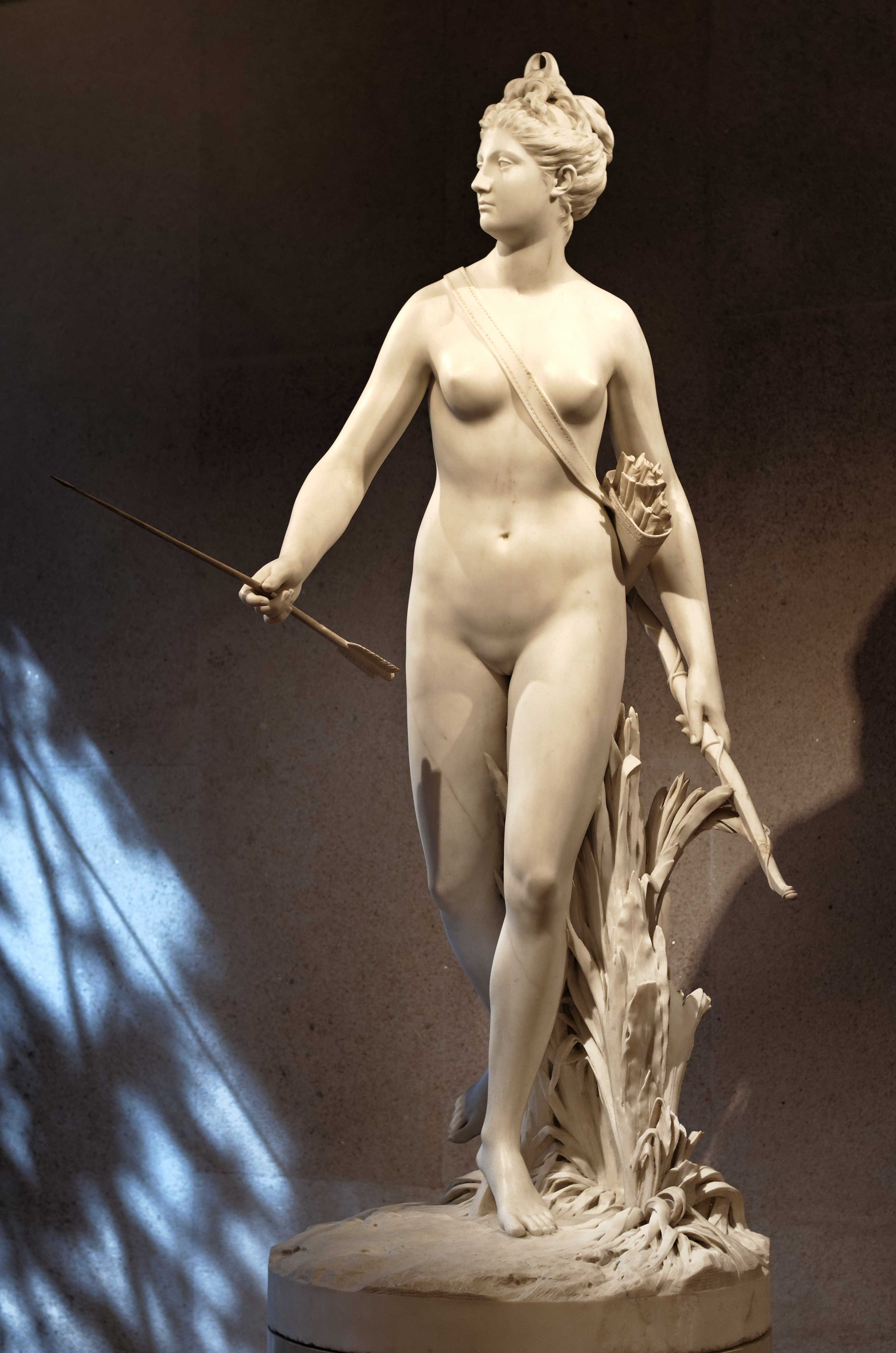
Diane, marbre de Houdon.
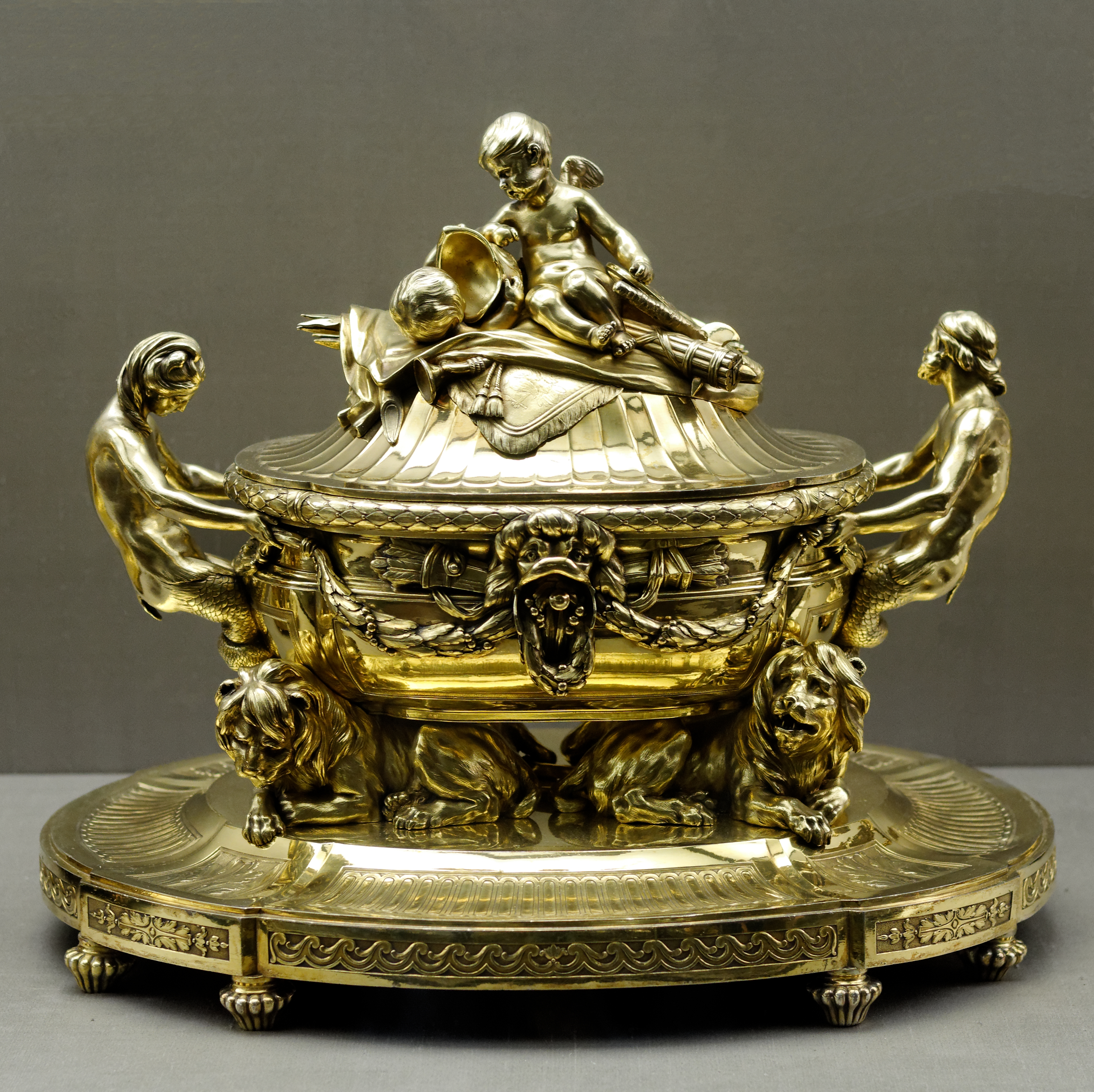
Soupière de Paul Charvel
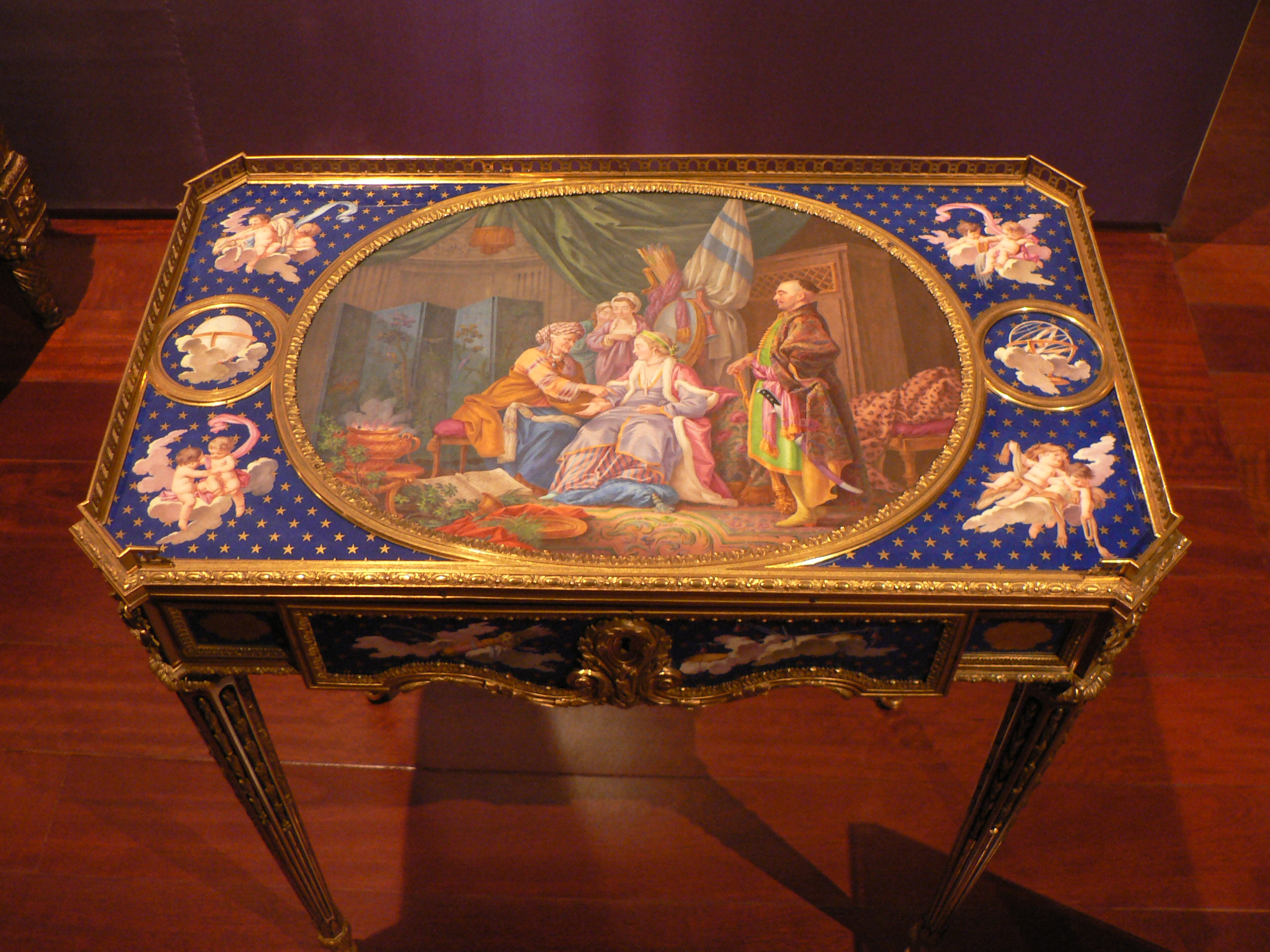
Table d'écriture par Martin Carlin.
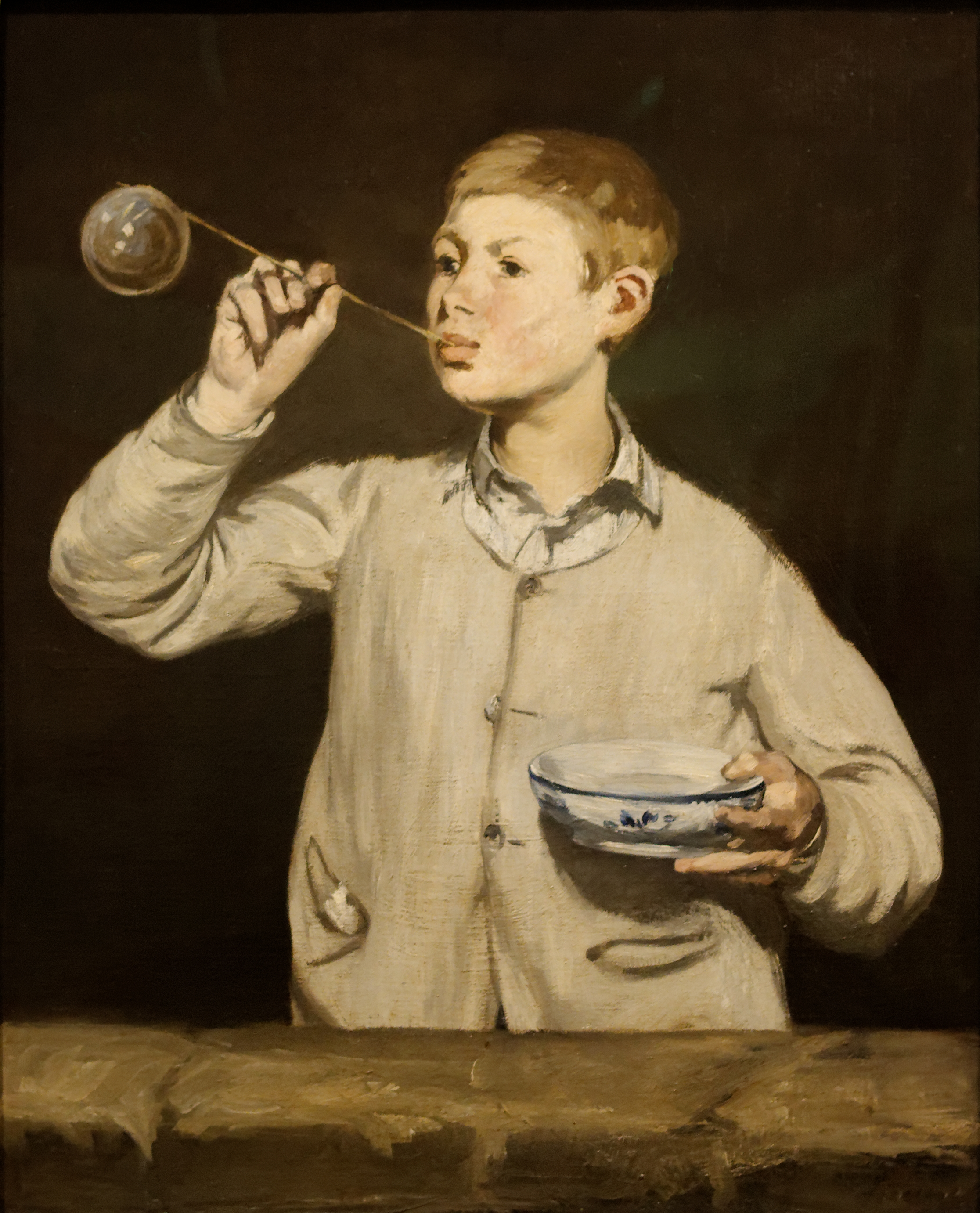
Les bulles de savon, Édouard Manet.

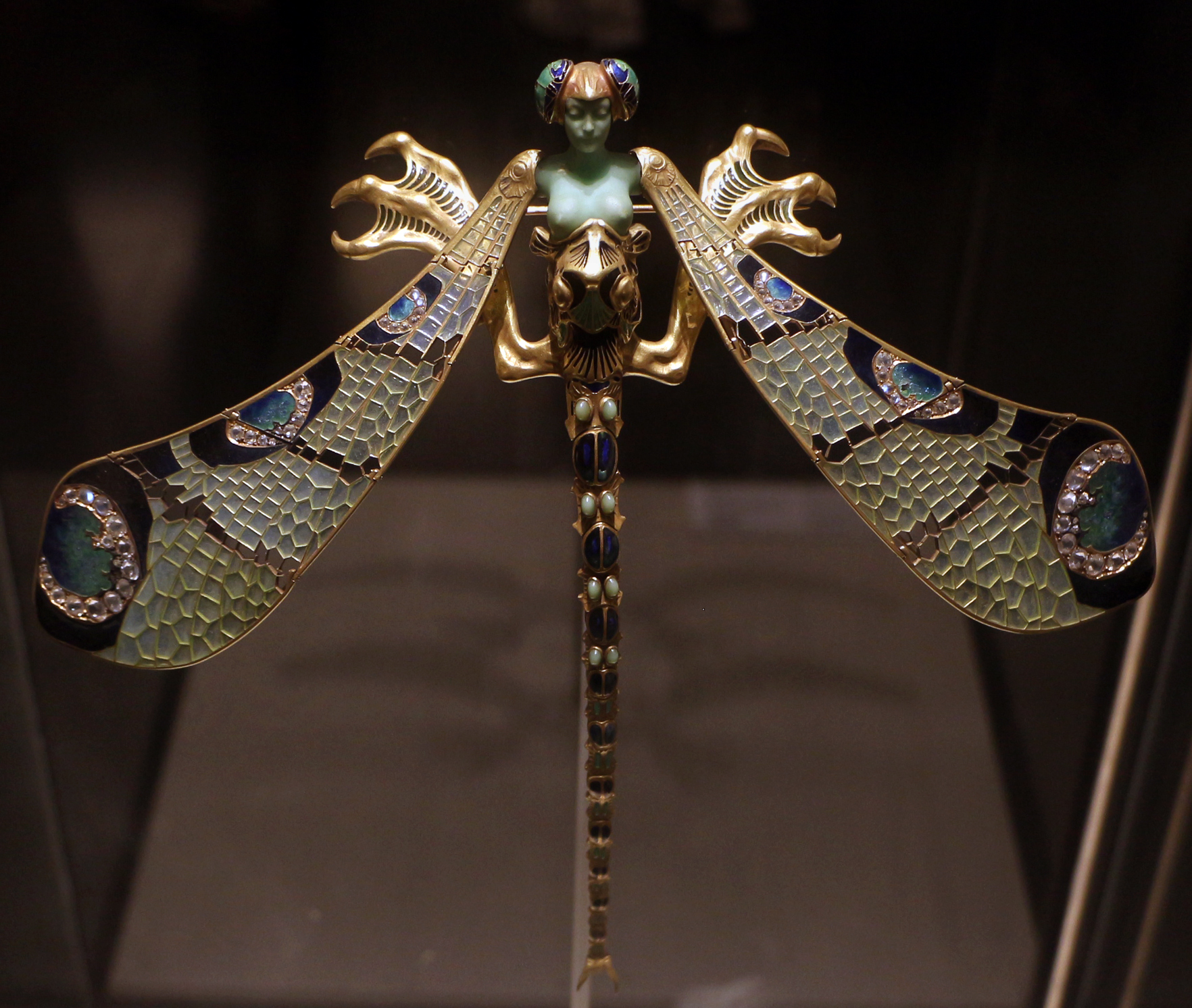
Pectoral à la libellule

L'unique artiste moderne dont il devint le client et l'ami fut René Lalique, dont il acquit le fameux Pectoral à la libellule (vers 1897-1898), chef-d'œuvre très admiré à l'Exposition universelle de 1900, qu'il prêta à la tragédienne Sarah Bernhardt.
Millionnaire vers 1920 et parisien à partir de 1923, il acquit l'hôtel particulier du collectionneur Rodolphe Kann (1845-1905) situé au 51 avenue d'Iéna qu'il fit transformer pour y placer ses importantes collections de « tapis céramiques, de Perse, de Turquie de Syrie, du Caucase, manuscrits enluminés arméniens, porcelaines et laques d'Extrême-Orient, ivoires médiévaux, tapisseries flamandes, mobilier et objets d'art de la Renaissance, peintures de Rembrandt, Rubens, des impressionnistes et de mobilier français du XVIIIe siècle ».
Alors que l'hôtel devint la résidence de sa famille, de sa nombreuse domesticité et de ses secrétaires, il préféra vivre dans une suite de l'hôtel Ritz ; les trois étages de la maison et ses dépendances étaient remplis de nombreux tableaux de maîtres anciens, dont 19 vedutes de Guardi, deux Hubert Robert, et d'un ensemble exceptionnel d'art décoratif français du XVIIIe siècle dont une paire de flambeaux ciselés par Gouthière, considérés comme parmi les plus beaux connus. Seuls ses proches étaient admis à apprécier ses collections.
Il acquit également le domaine des Enclos à Deauville, dont le parc fut transformé par le paysagiste Duchêne.
Le manque de place dans ses propriétés pour ses achats incessants le conduisit à prêter à partir des années 1930 et à long terme des œuvres à la National Gallery et au British Museum de Londres, puis à la National Gallery of Art de Washington.
Maurice Rheims, jeune commissaire-priseur parisien, entra en contact avec lui en juin 1937 pour la vente aux enchères de deux miniatures arméniennes de haute époque ; Gulbenkian l'envoya ensuite à Rome examiner un tableau attribué au Greco qui lui était proposé, et le désigna pour inventorier ses collections après sa mort.

« (…) Ce nom me dit bien quelque chose, mais sans plus. Gulbenkian, quelque négociant en tapis ?

- Ignorer jusqu'à mon nom, c'est grave quand on prétend exercer votre métier ! (…) et il raccrocha.

(…) La jeune fille, en détaillant le mot syllabe par syllabe, Gul-ben-kian, lui donnait une tournure sauvage, comme s'il s'agissait de l'identité de quelque prince barbare, un de ces porteurs de cimeterre dont s'entourait le Grand Khan (…) D'une voix hachée par l'anxiété, le vieil expert me brosse un aperçu de la situation financière de M. 5 %, le roi du pétrole, le plus grand collectionneur de la planète qui, lorsqu'il désire une chose, ne recule devant rien. (…) Lorsqu'il m'arrivait de passer devant l'immense hôtel de l'avenue d'Iéna, aux volets toujours clos, j'échafaudais des rêves à l'idée des trésors accumulés dans cette demeure. (…) J'ouvris les yeux, prêt à dévorer du regard ce qui allait s'offrir à ma vue. Mais j'eus droit au salon simili-Empire où m'attendait un petit homme à la tête de bourreau turc. »

— M. Rheims, op. cit., p. 63-76.

### Gulbenkian pendant la Seconde Guerre mondiale
En 1940, Gulbenkian, qui avait été pendant vingt-quatre ans conseiller économique près la légation d'Iran, ne souhaite pas démissionner, et considérant qu'il lui est ainsi plus facile de protéger ses collections restées dans un Paris déjà occupé, quitte la capitale pour Vichy, où il s'installe afin de « représenter les intérêts de la Perse auprès du gouvernement de Pétain », ce qui plus tard lui est reproché par le gouvernement britannique qui l'inscrit au Custodian of Enemy Property jusqu'en 1943.
En avril 1942, invité par l'ambassadeur du Portugal, il découvre Lisbonne, capitale d'un pays gouverné par le dictateur Salazar.

« La guerre éclata. Gulbenkian eut raison (…). On dit que réfugié à Lisbonne à l'hôtel Aviz (il) ne fut pas étranger à certaines décisions des plus importantes pour le cours de la guerre, qu'il encouragea Franco à louvoyer, faisant ainsi perdre un temps précieux au Führer. Le poids de Monsieur 5 % était tel que jamais les Allemands ne pénétrèrent dans l'hôtel de l'avenue d'Iéna. Et les collections restèrent là, indemnes. À l'issue du conflit, Gulbenkian revint à Paris. »

— M. Rheims, op. cit., p. 63-76

## Donation

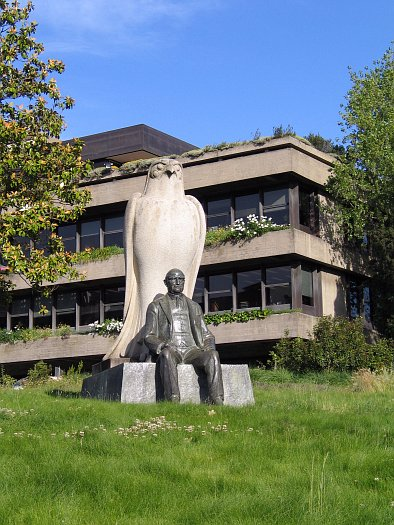
Statue de Calouste Gulbenkian, site de la Fondation.

Il donna sa collection au Portugal, dans le cadre juridique de la fondation qui porte son nom, qui est la plus riche dans son genre du monde en dehors des États-Unis. Les statuts furent approuvés en 1956 et le musée, édifié par Ruy Jervis d’Athouguia, Pedro Cid et Alberto Pessoa à partir de 1960, fut inauguré en 1969.

« Tout ce que vous pouvez emporter dans vos mains froides, vos mains mortes, est ce que vous avez donné. »

— Proverbe sanskrit rappelé par Arthur Upham Pope, directeur de l'ouvrage Survey of Persian Art, à Calouste Gulbenkian le 18 septembre 1933.
Le domaine des Enclos est un parc exceptionnel de 33 hectares situé à Benerville-sur-Mer acquis en 1937 par Calouste Gulbenkian. Lors d’un séjour en 1928 en Espagne, Gulbenkian est charmé par la découverte des jardins du Retiro près de Malaga. À l’issue de cette visite, il note dans son journal « Homme de science et rêveur dans un jardin à ma façon, voilà deux grands objectifs de ma vie que je n’ai pu atteindre ». Qu’importe, neuf ans après, lors de l’un de ses séjours à Deauville, il fait l’acquisition du domaine des Enclos, sur la commune de Bénerville, limitrophe de Deauville. C’est alors un hôtel entouré d’un vaste parc. Il va réaliser là le jardin dont il rêve et en confie la réalisation à Achille Duchêne.
Grâce à un don de sa Fondation est créé en 1965 le Planétarium Calouste Gulbenkian.
Calouste Gulbenkian meurt en 1955, à l’âge de 86 ans. Le parc des Enclos est alors géré par la Fondation Gulbenkian qui, en juillet 1973, en fait donation à la municipalité de Deauville.